# Theretra
Theretra é um gênero de mariposa pertencente à família Bombycidae.

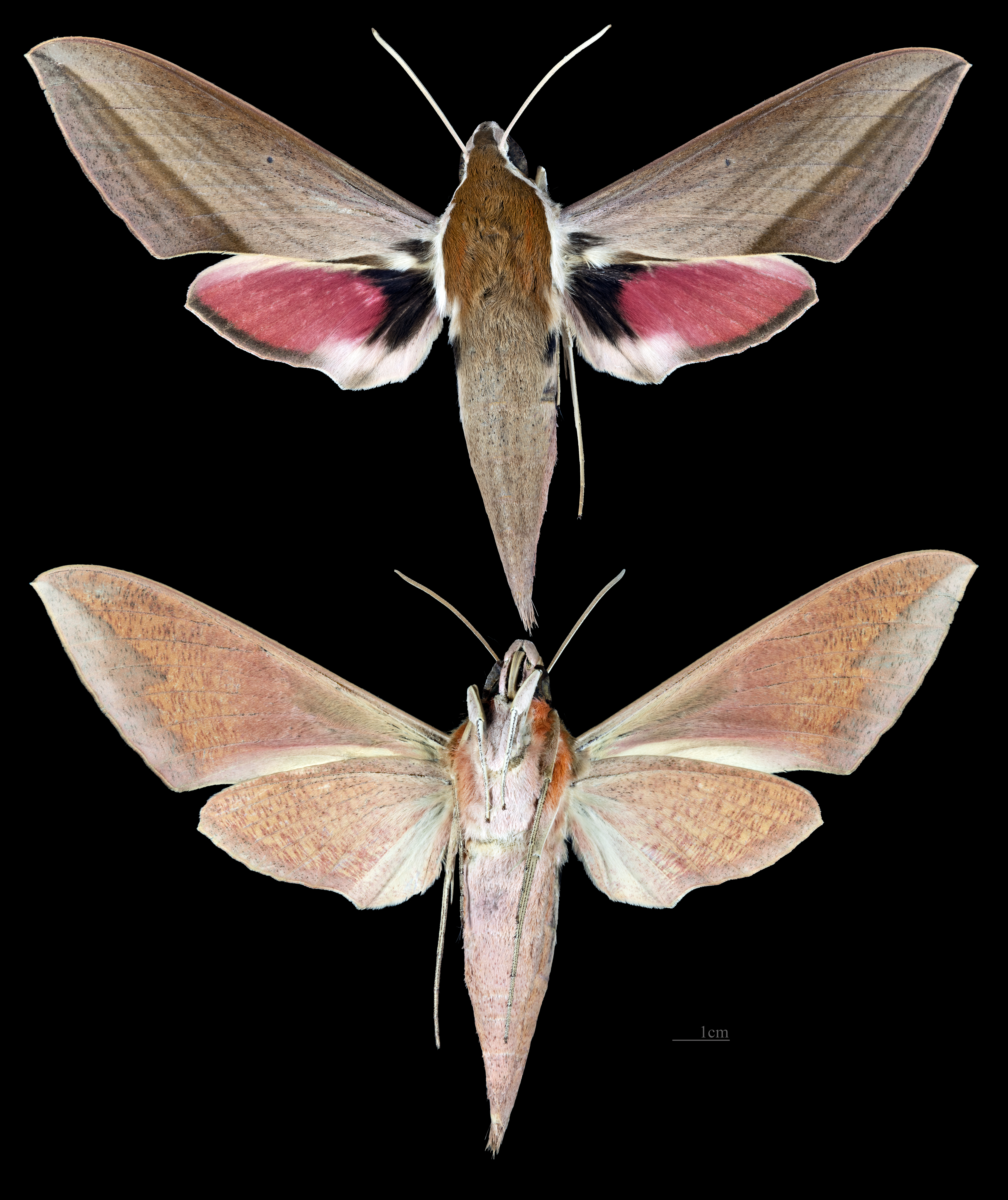
Theretra alecto
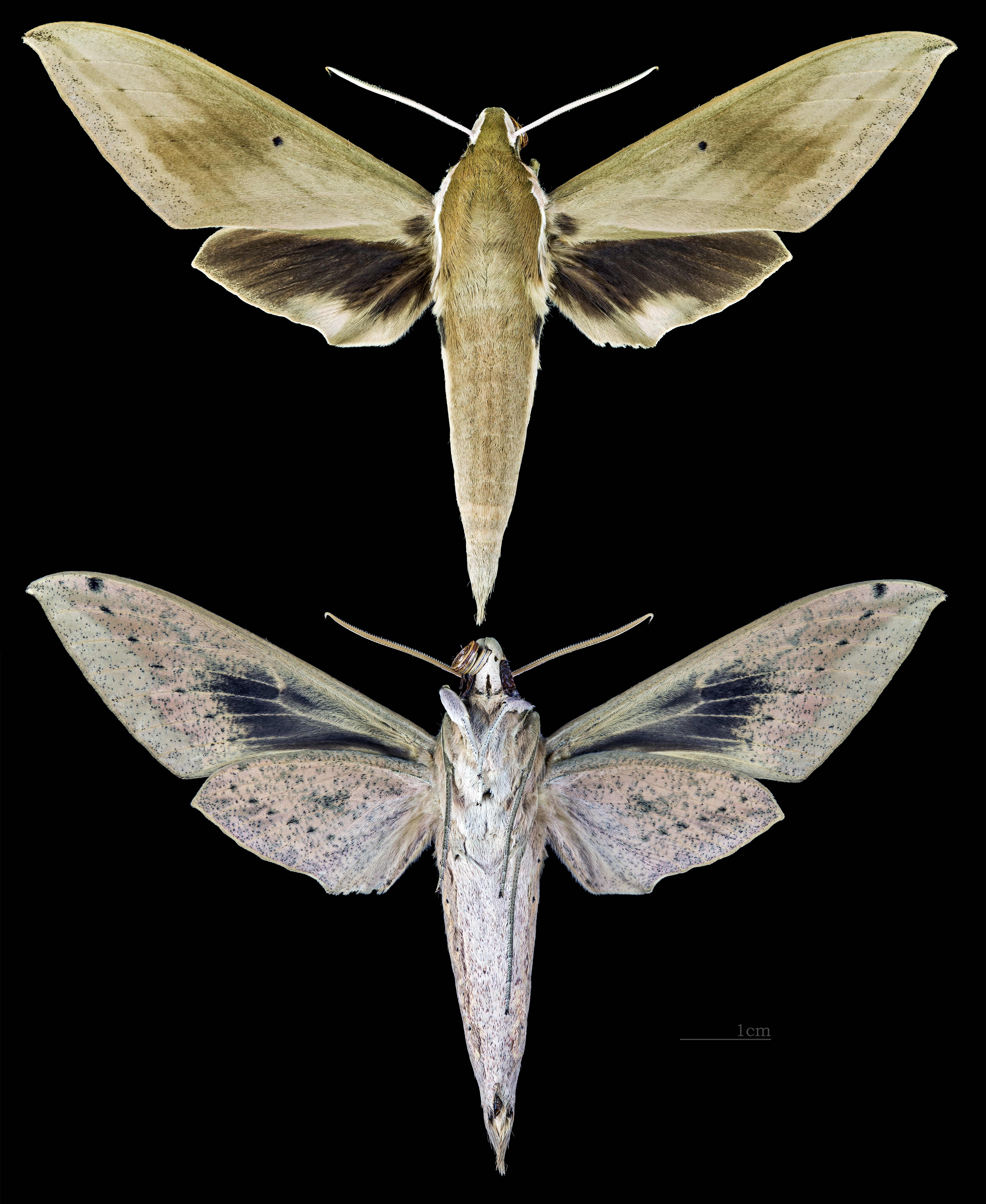
Theretra boisduvalii
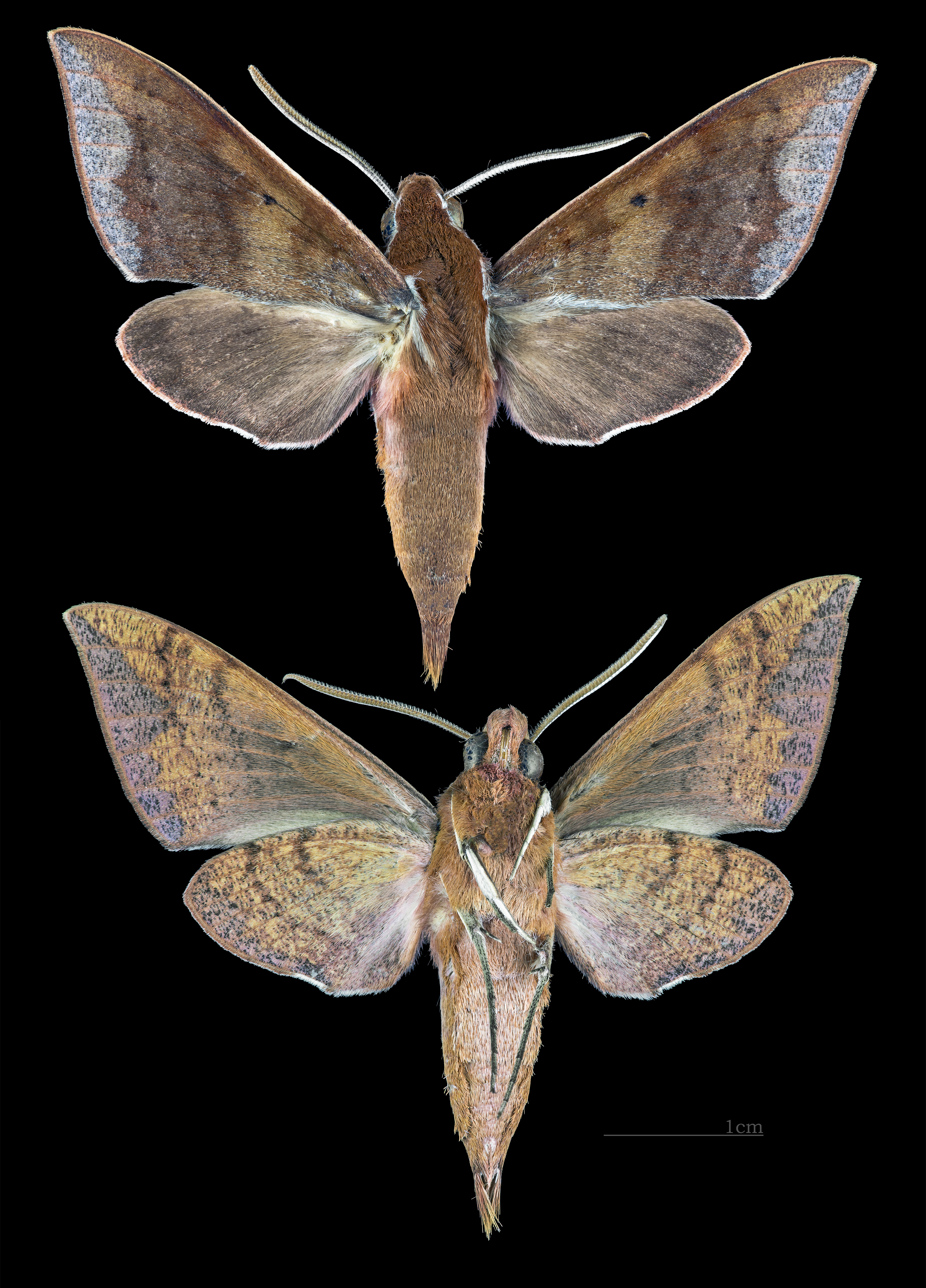
Theretra castanea
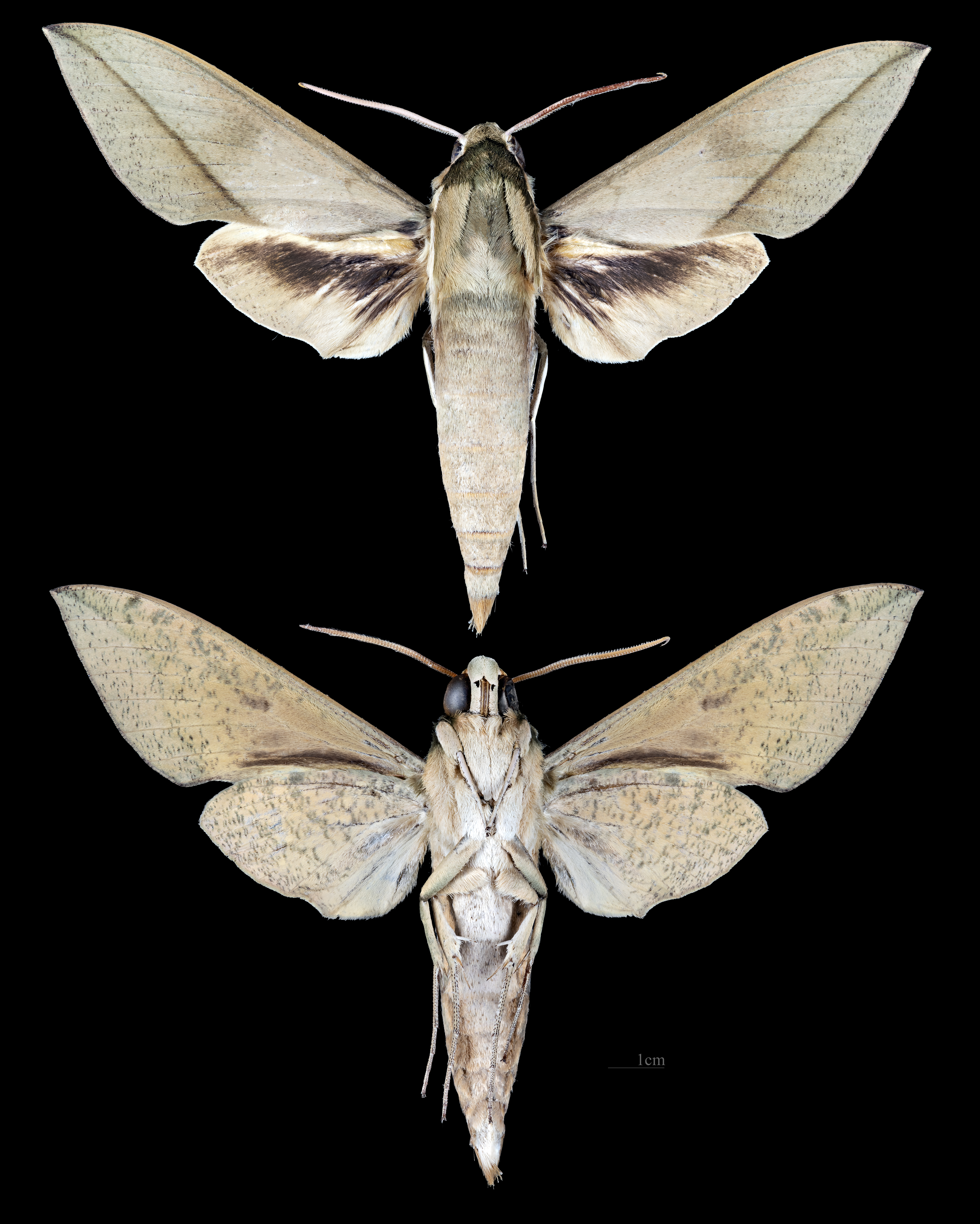
Theretra celata
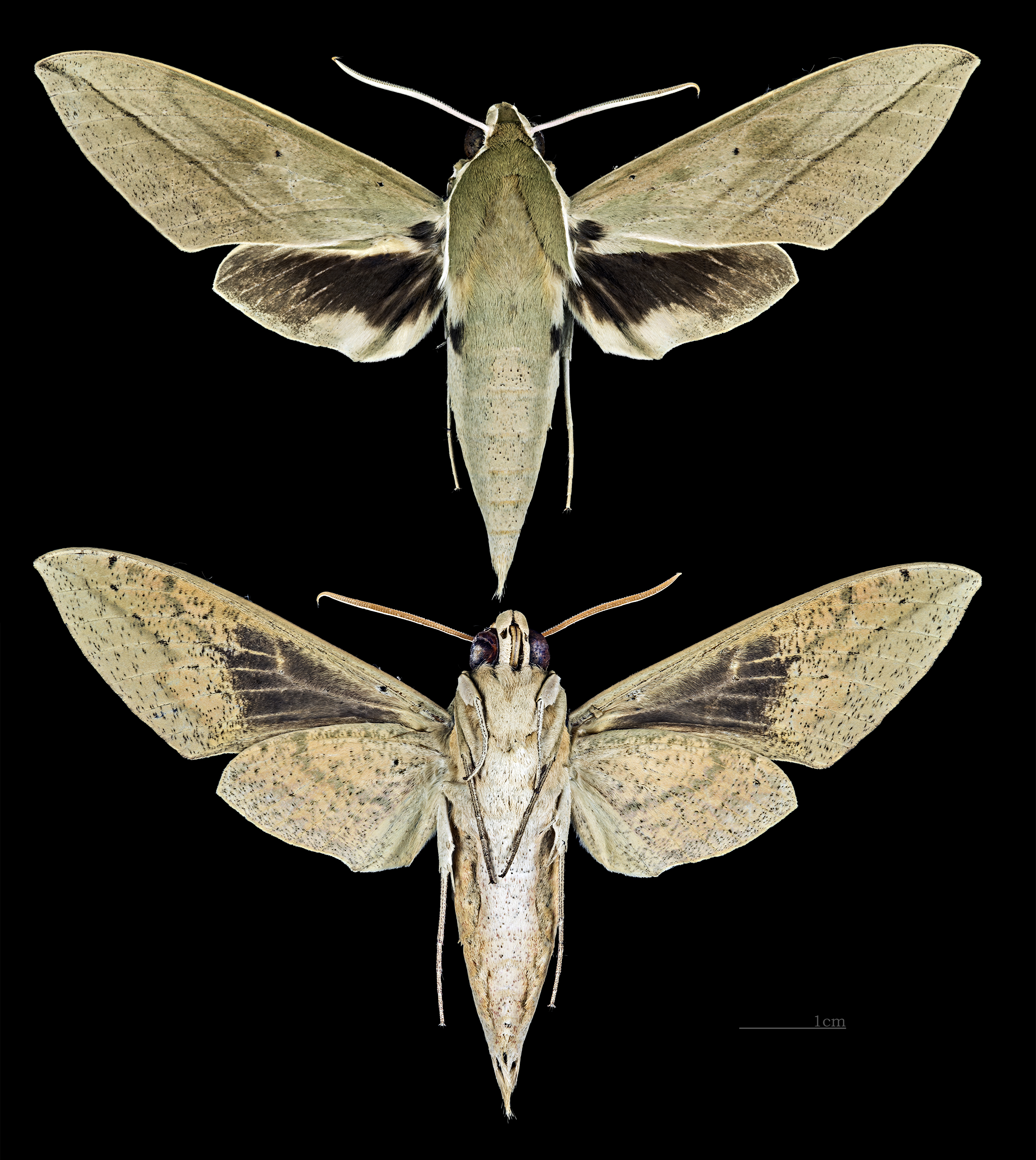
Theretra clotho
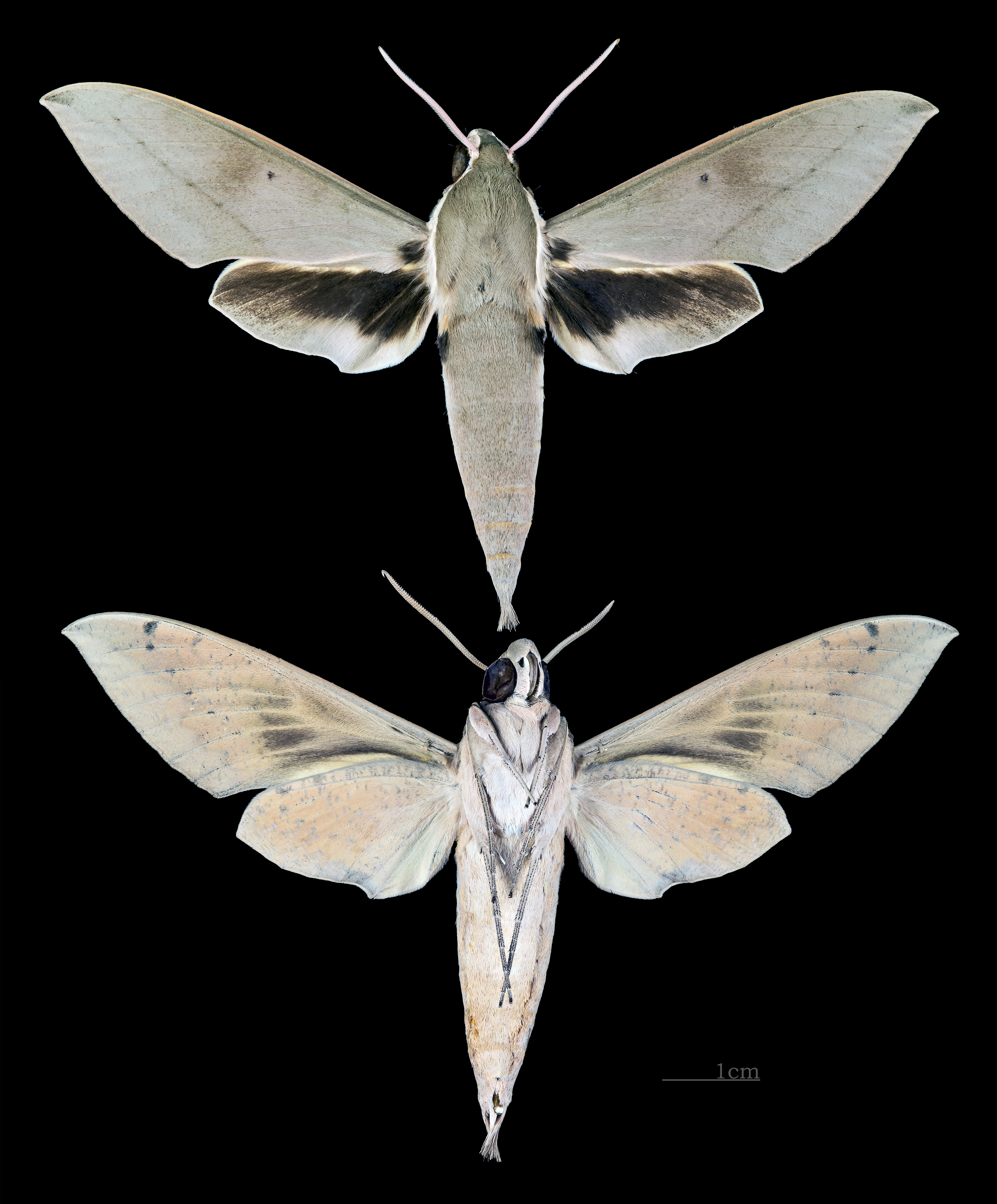
Theretra gnoma
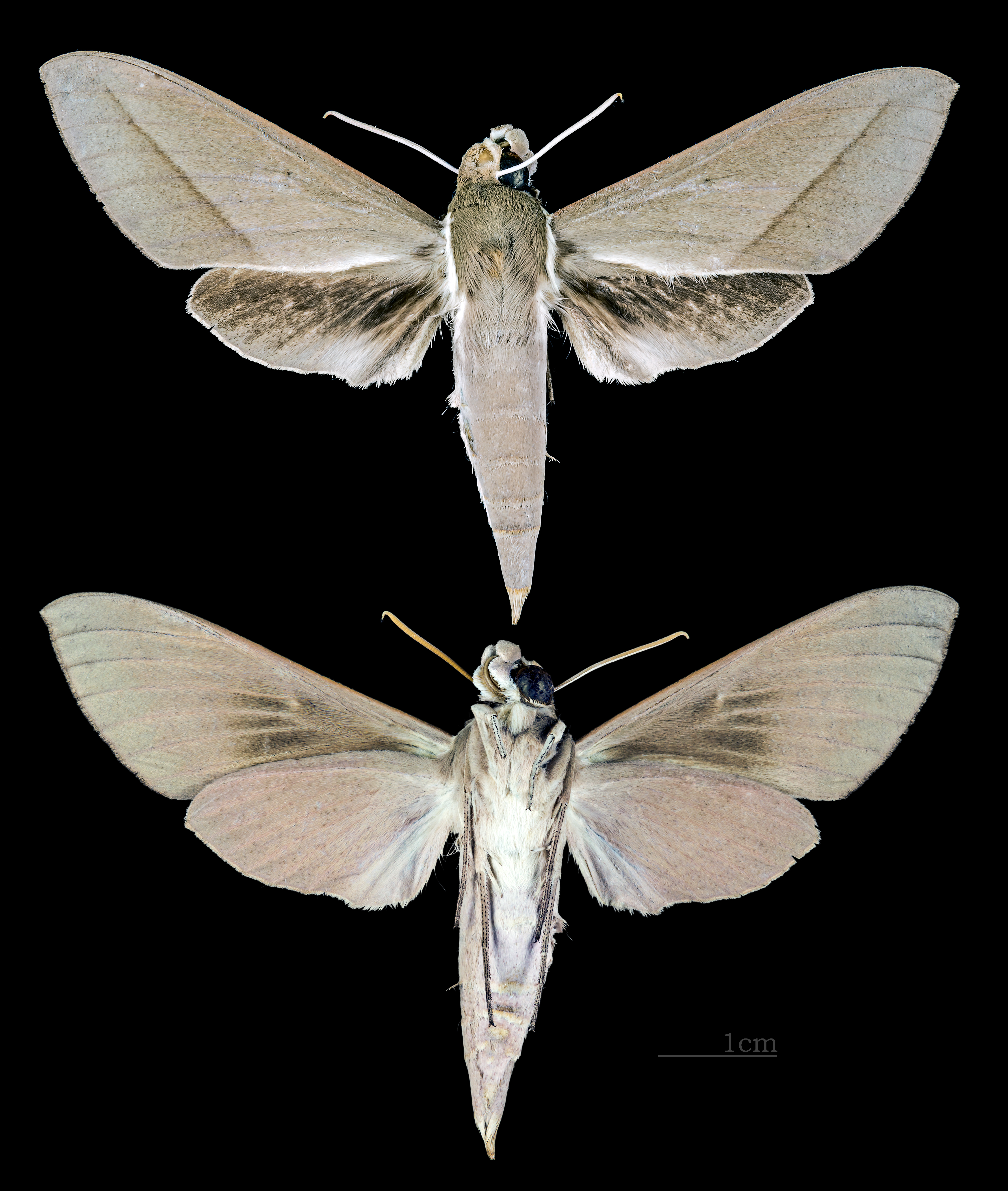
Theretra incarnata
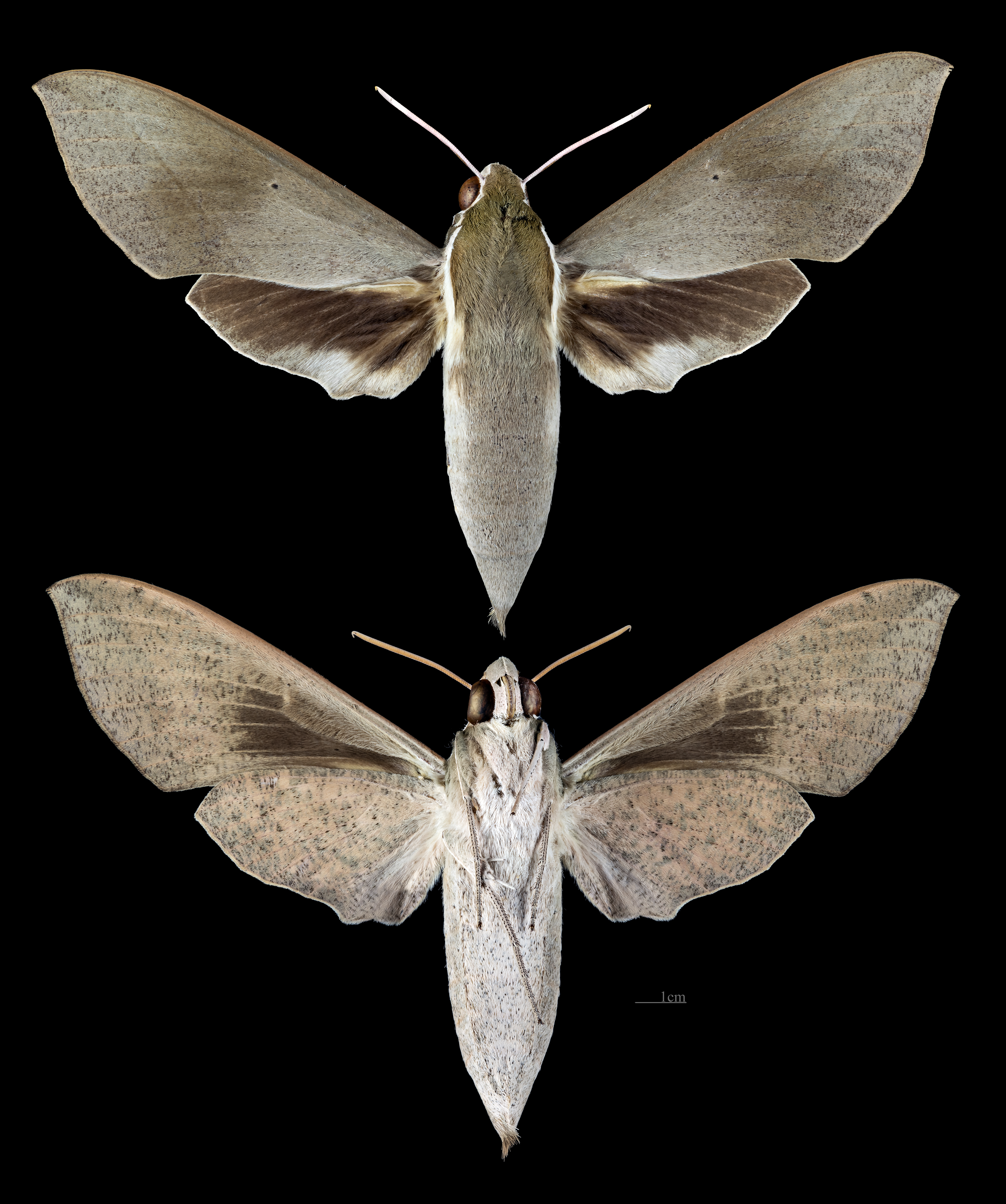
Theretra indistincta
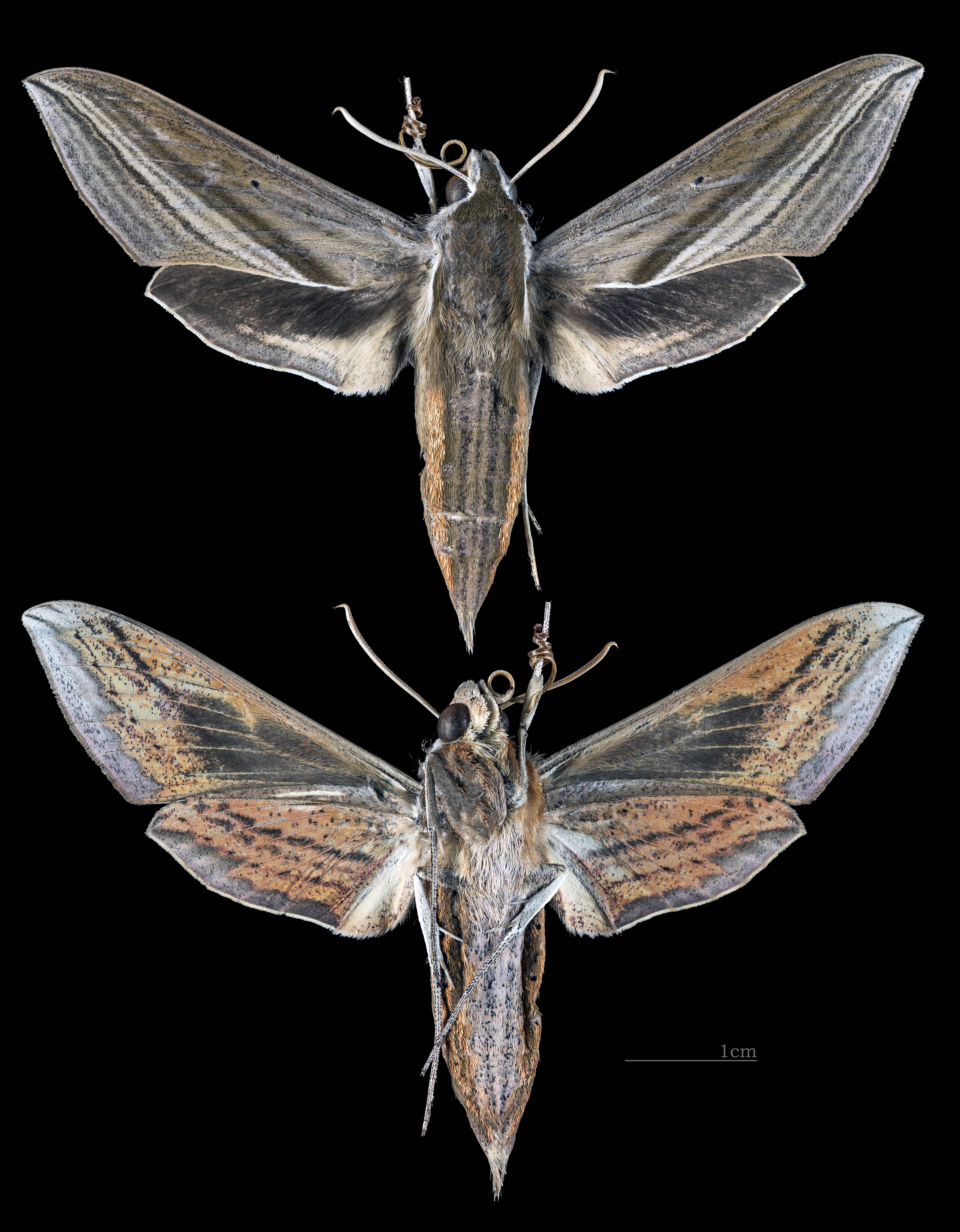
Theretra japonica
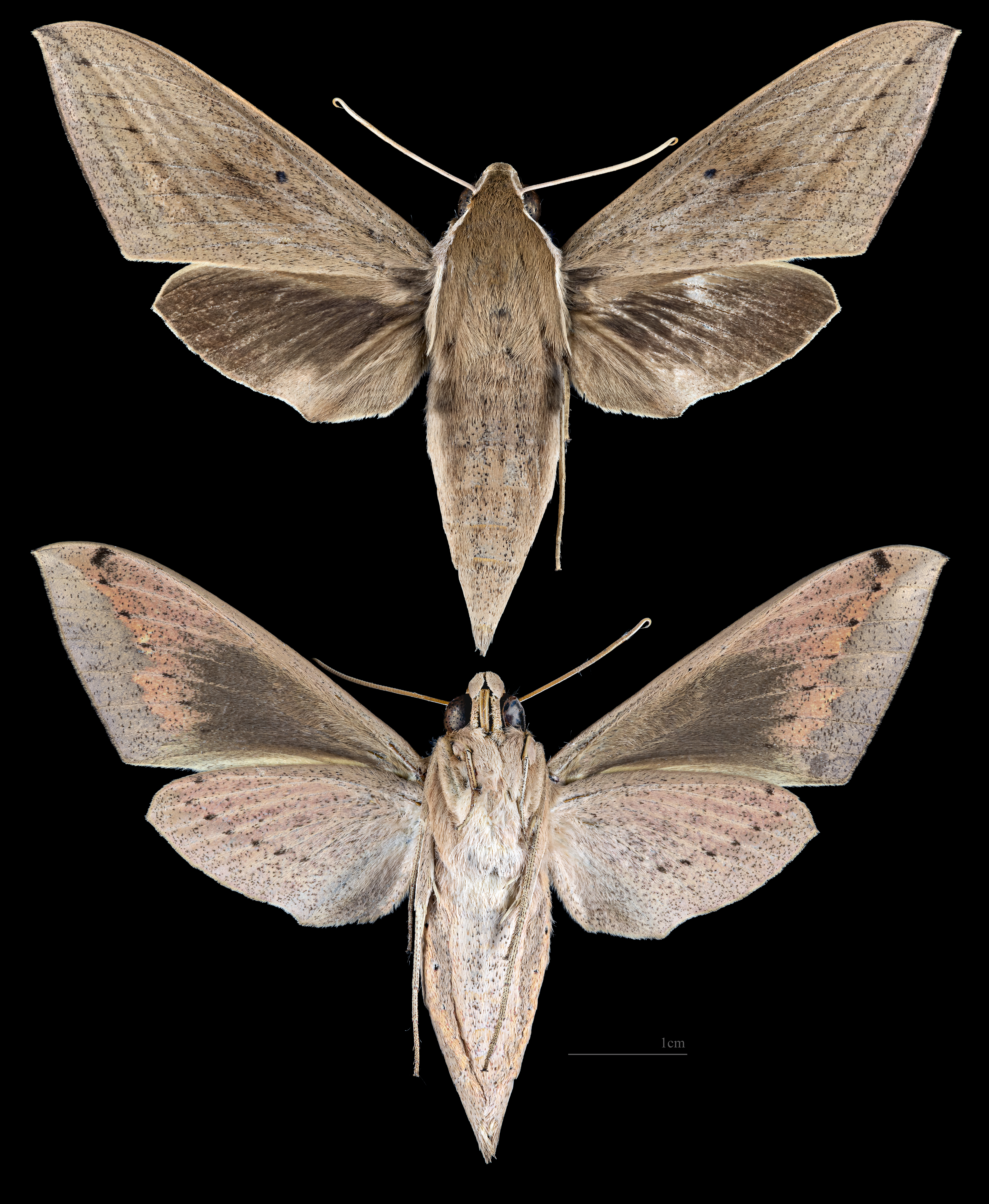
Theretra latreillii
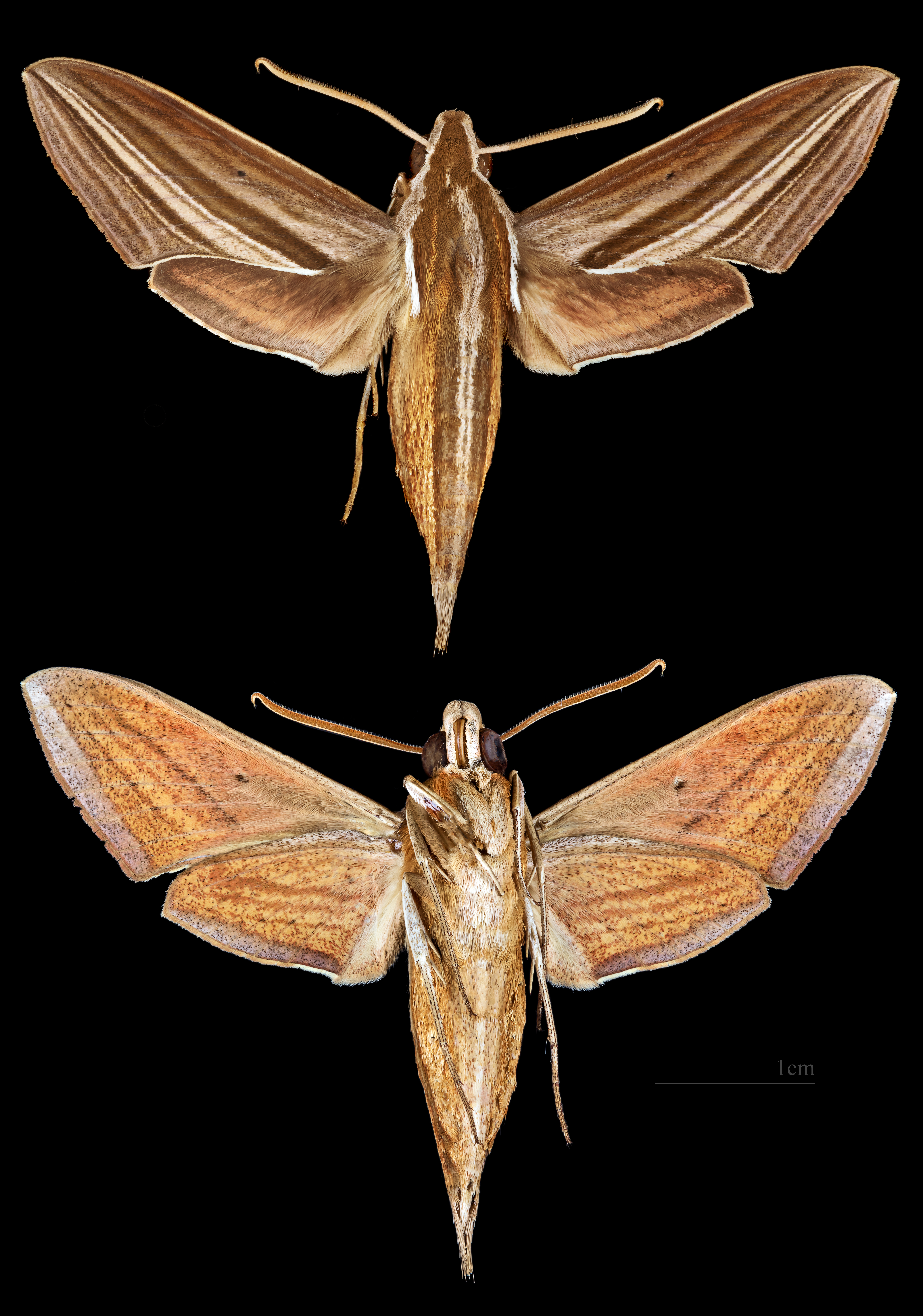
Theretra lycetus
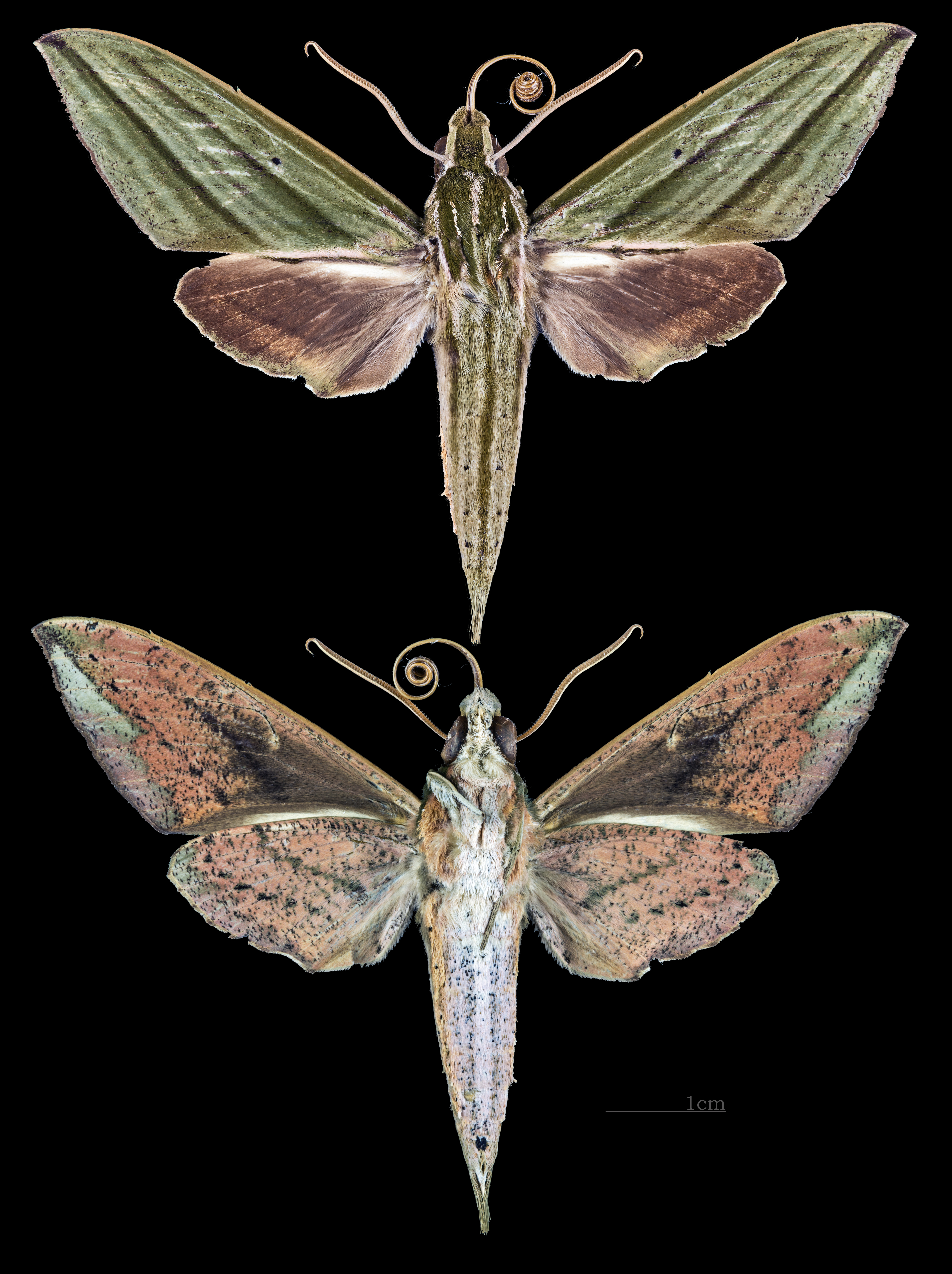
Theretra manilae
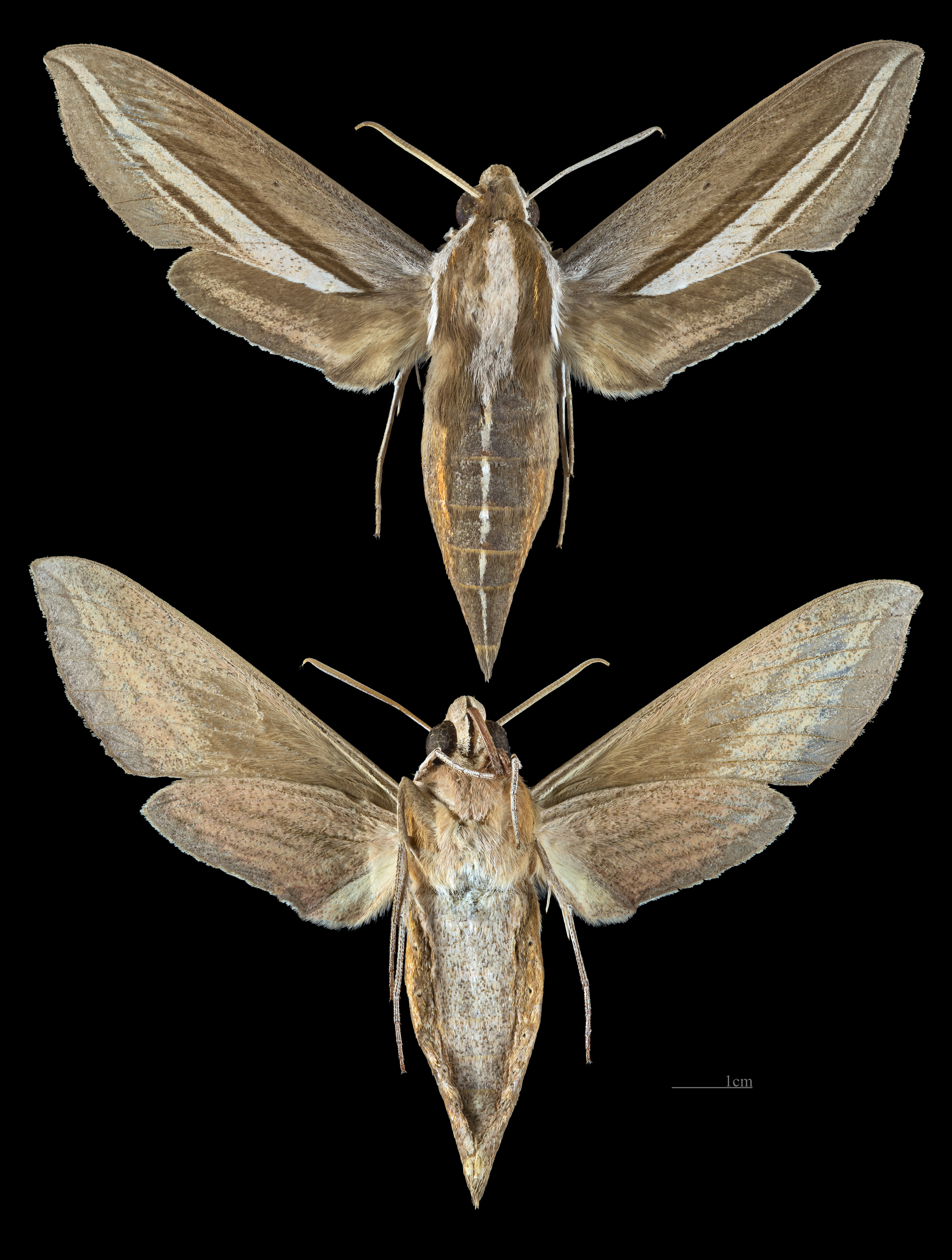
Theretra margarita
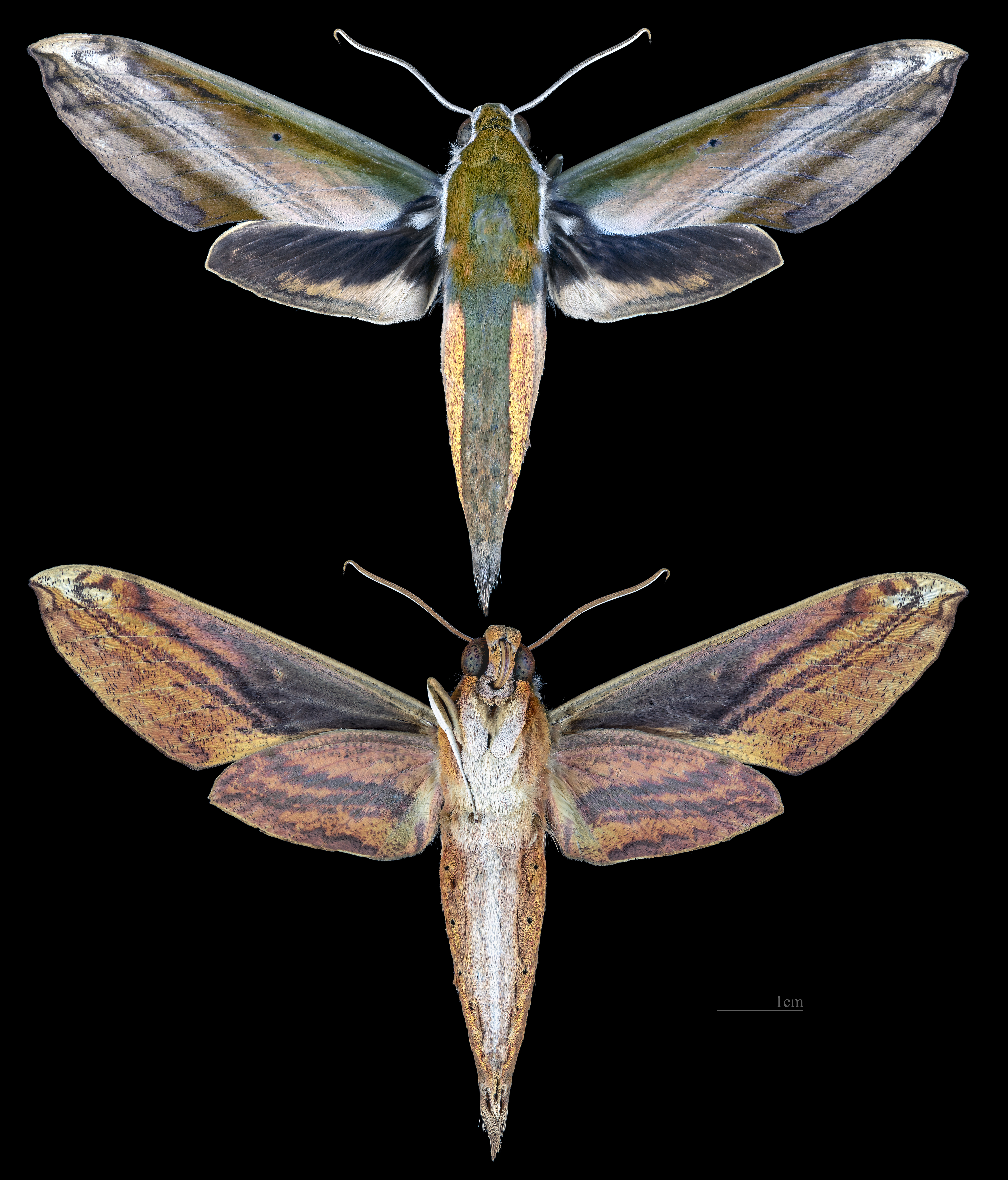
Theretra nessus
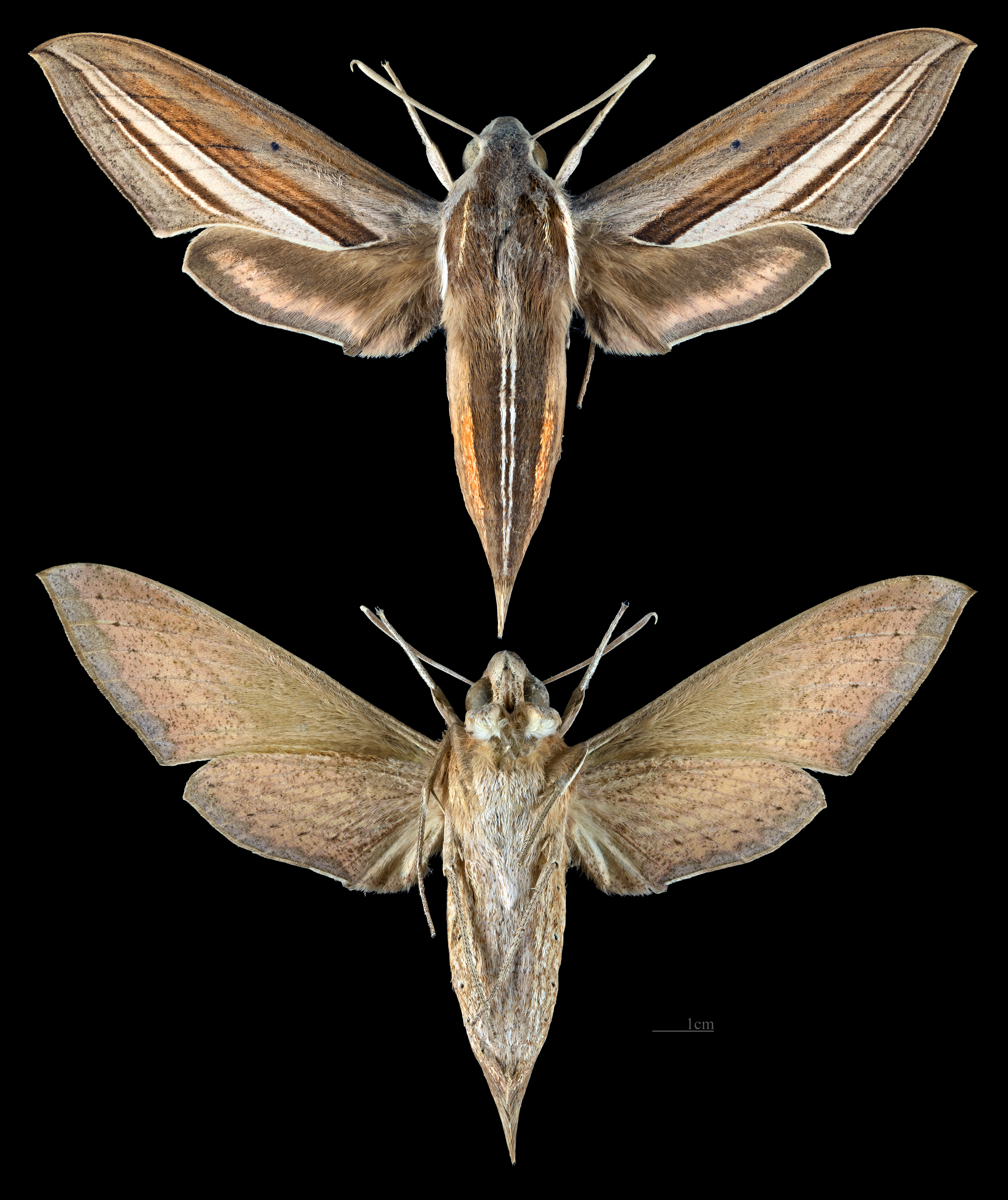
Theretra oldenlandiae
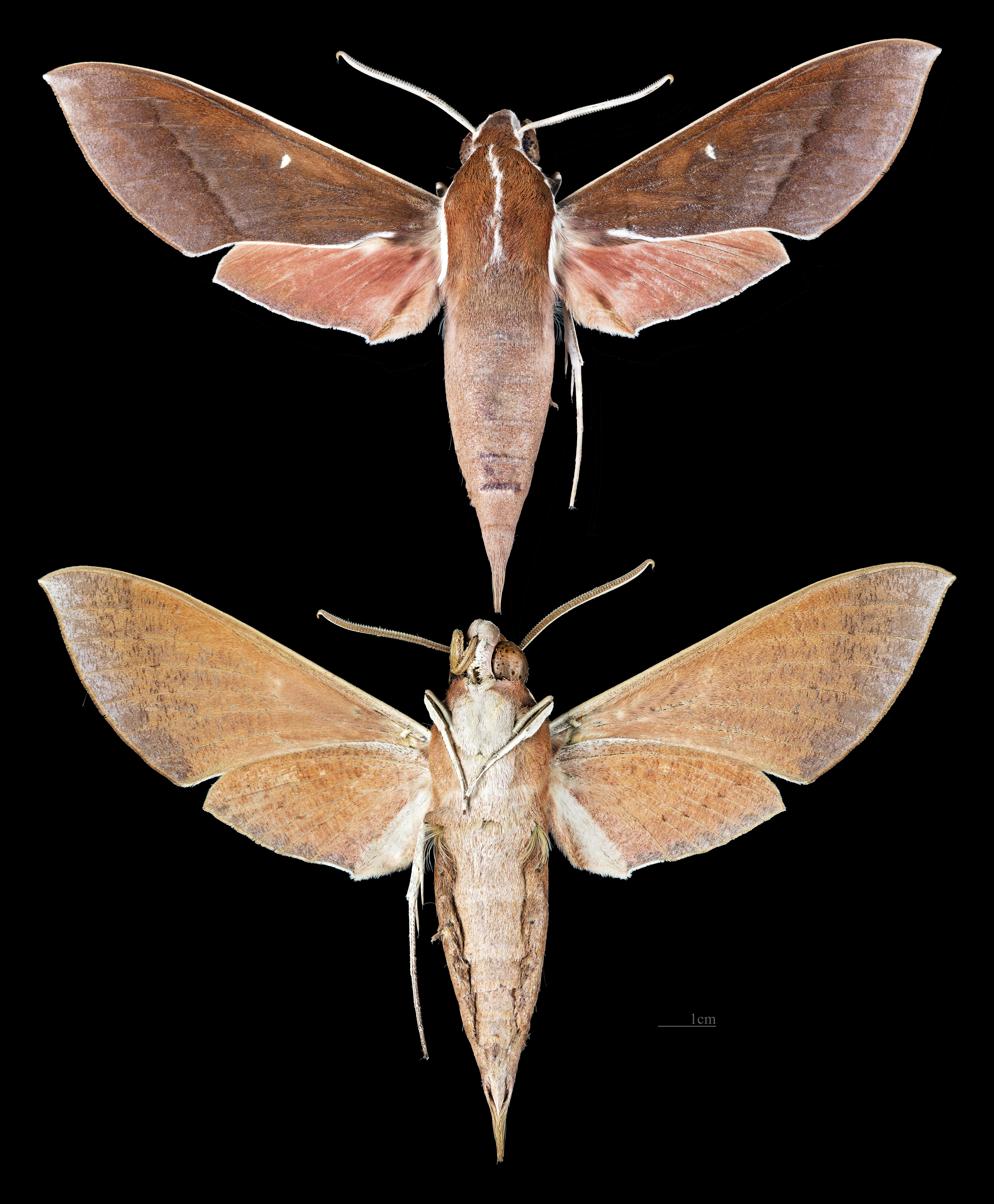
Theretra pallicosta
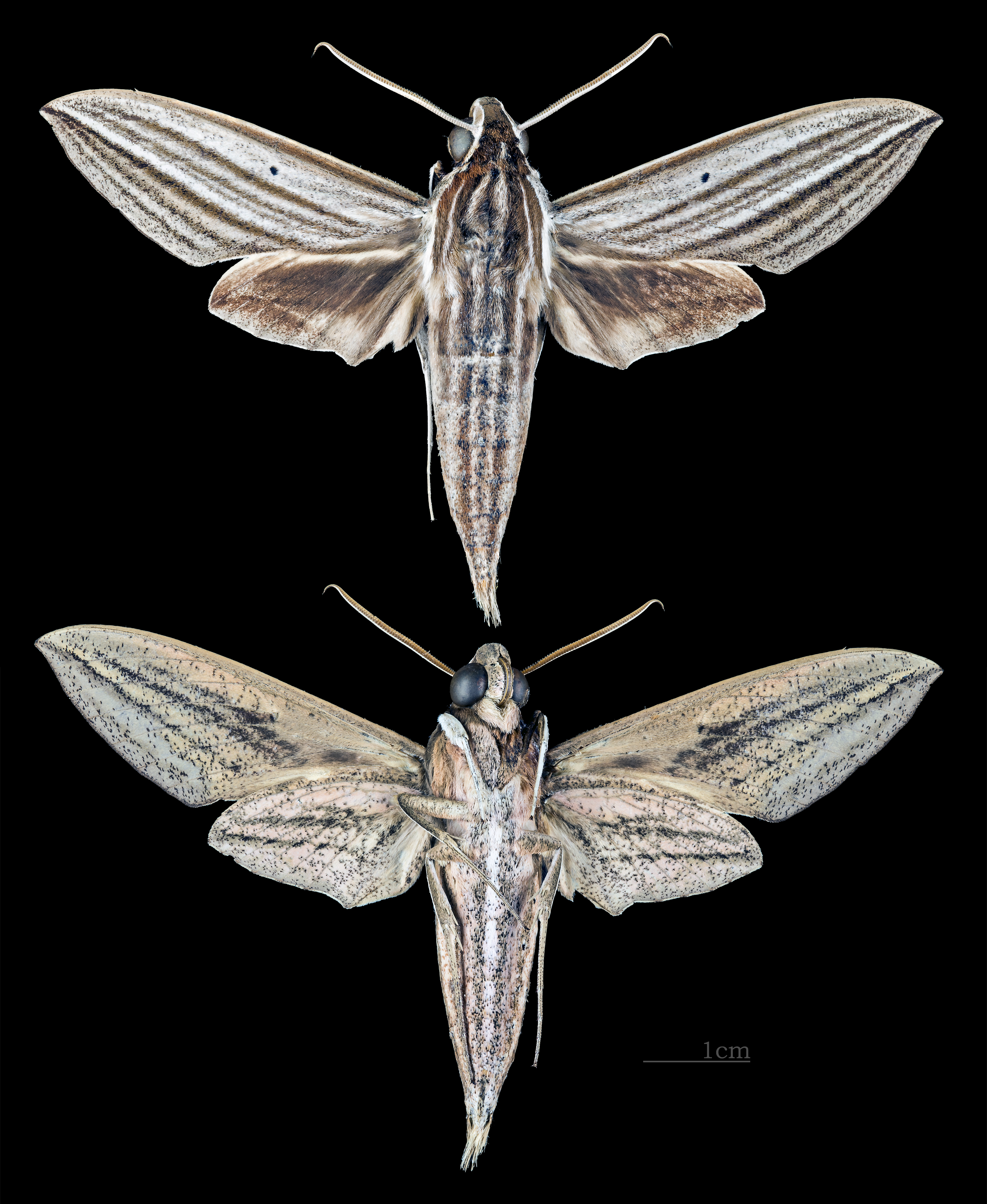
Theretra polistratus
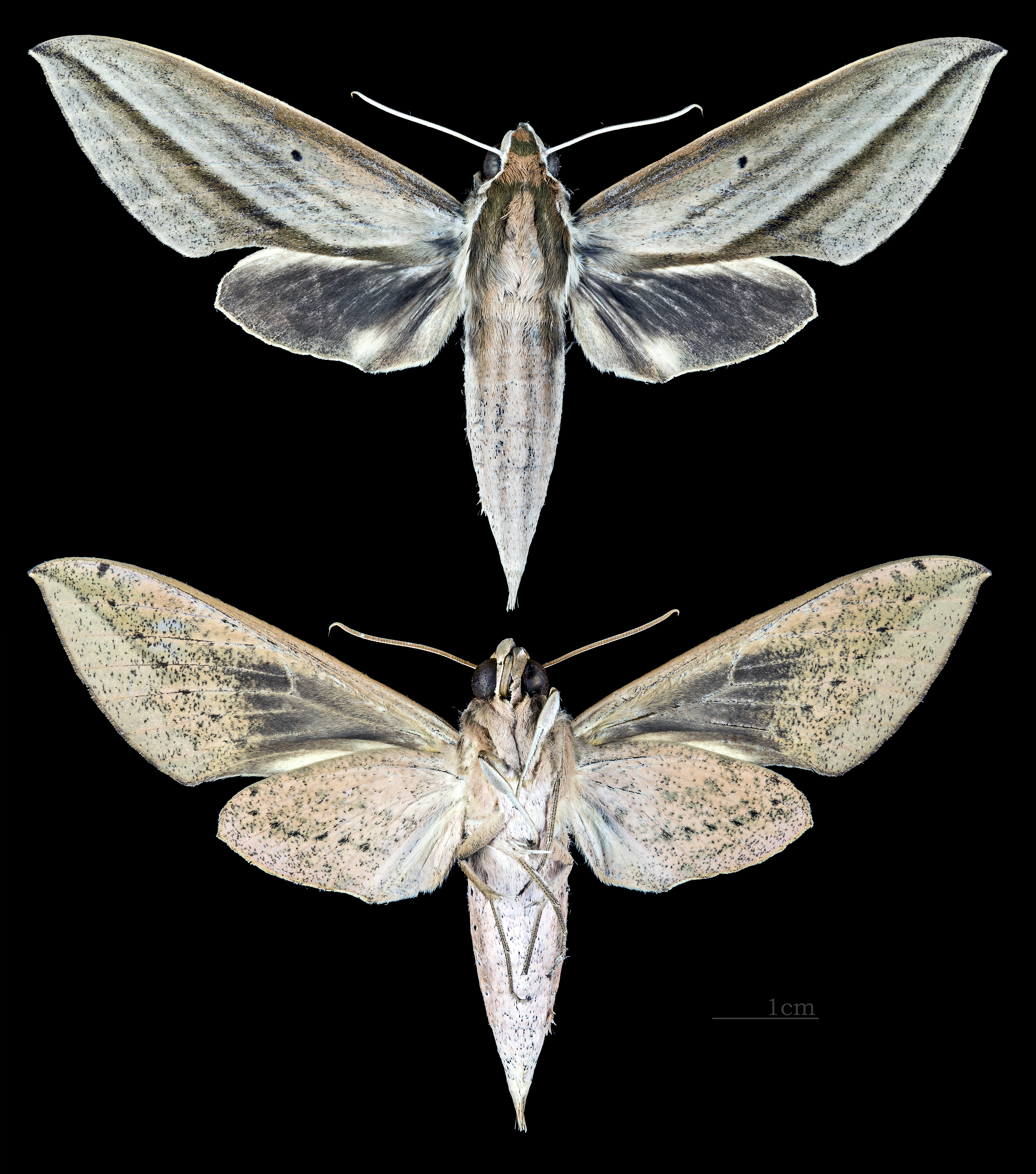
Theretra queenslandi
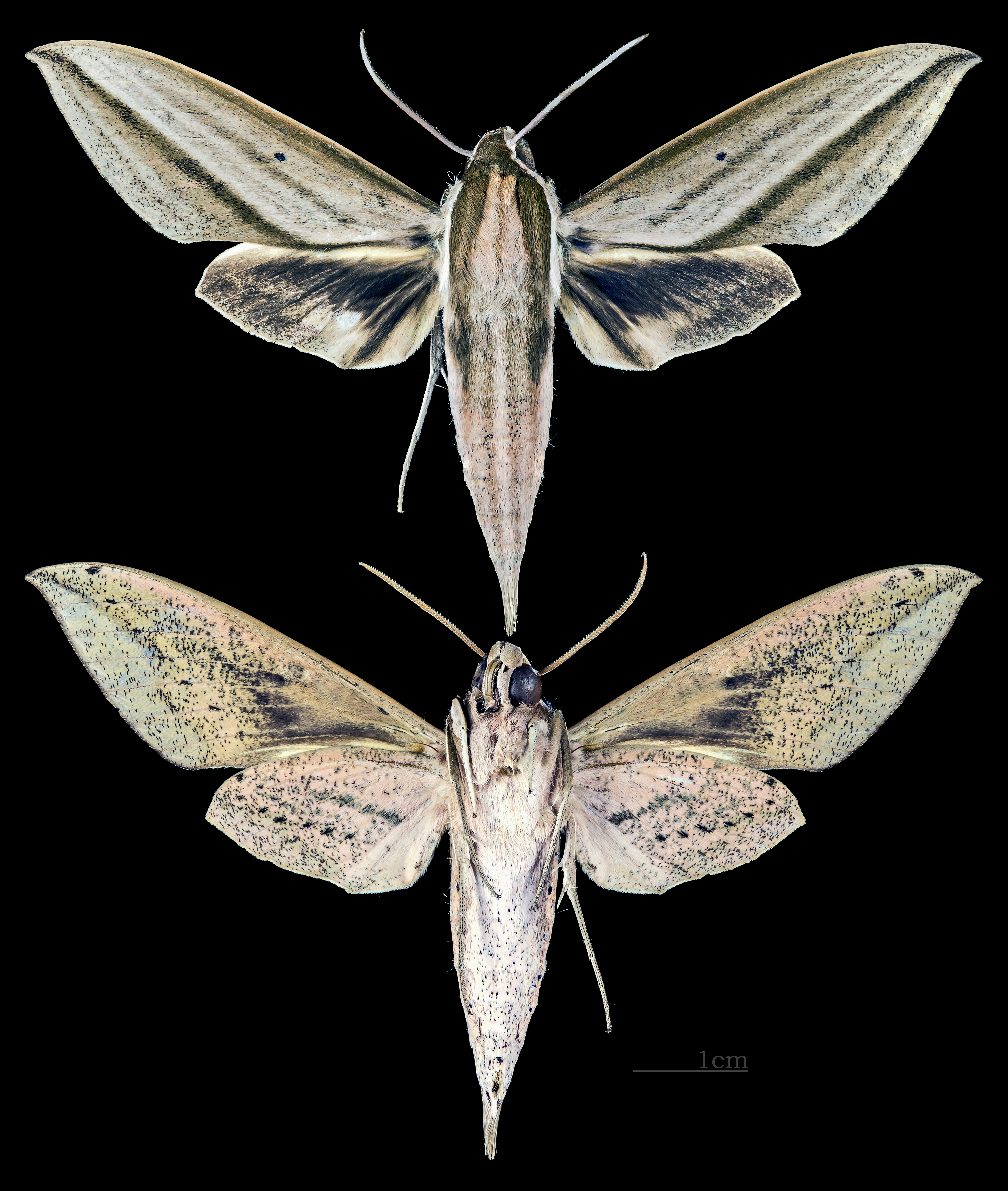
Theretra radiosa
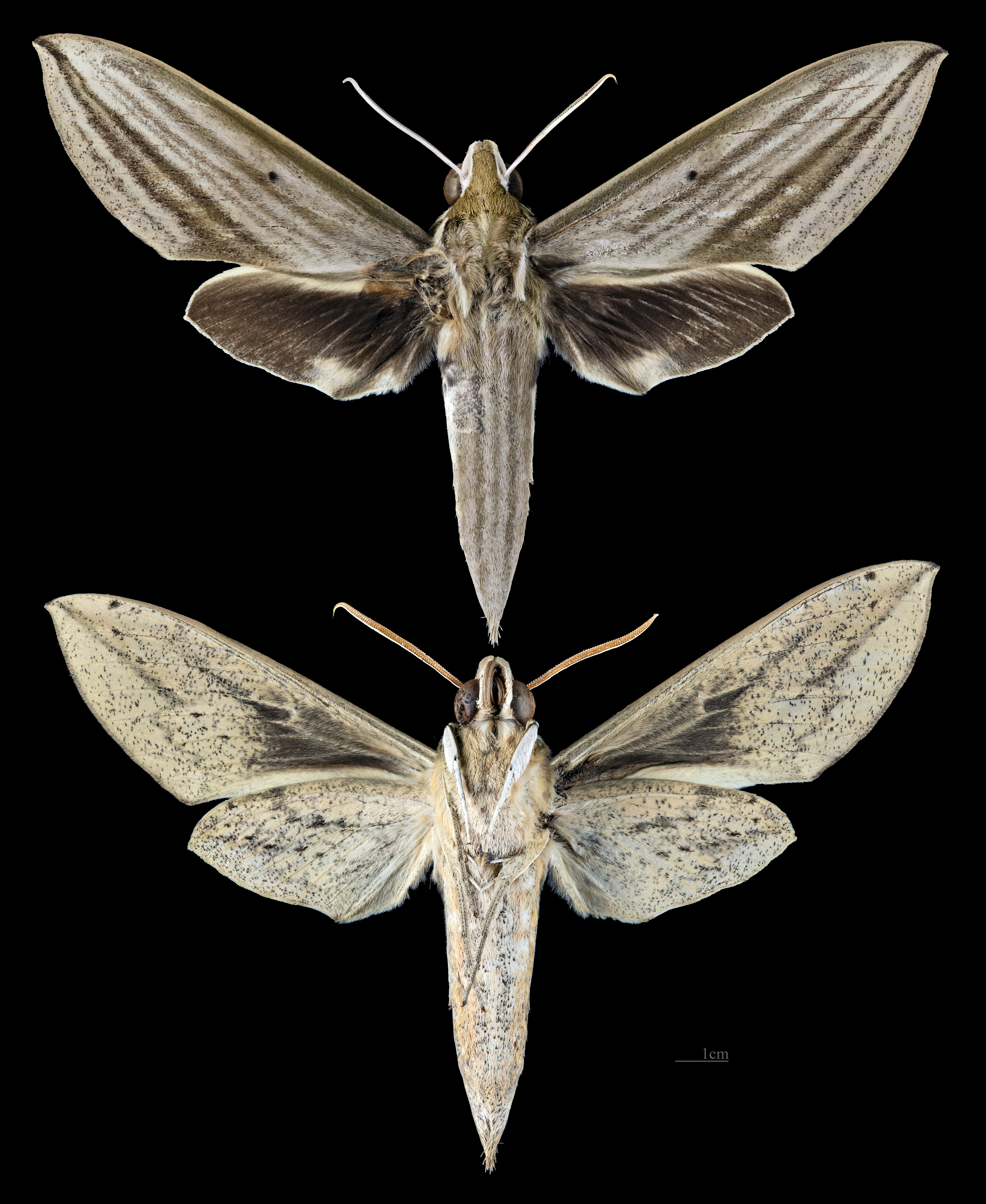
Theretra rhesus
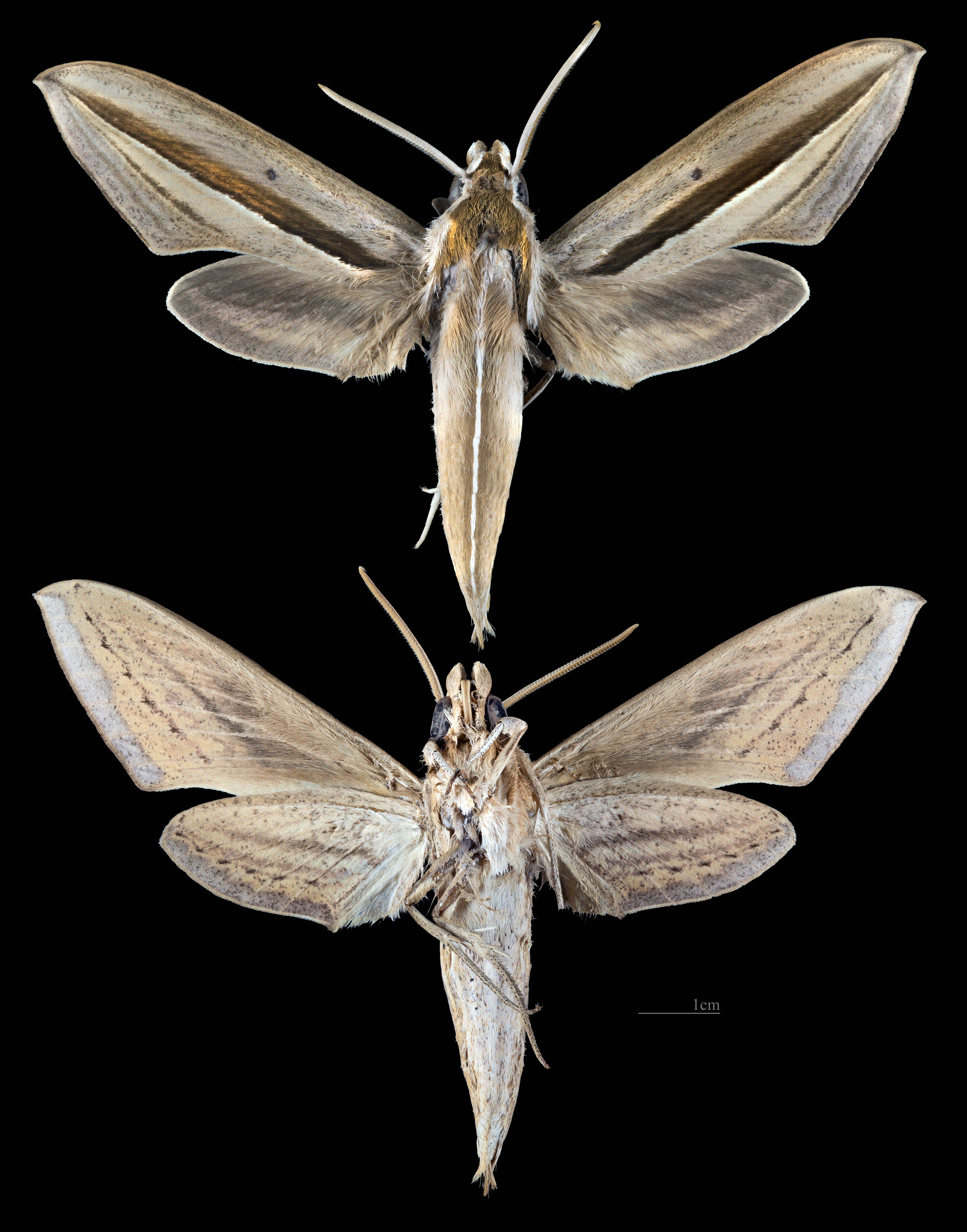
Theretra silhetensis
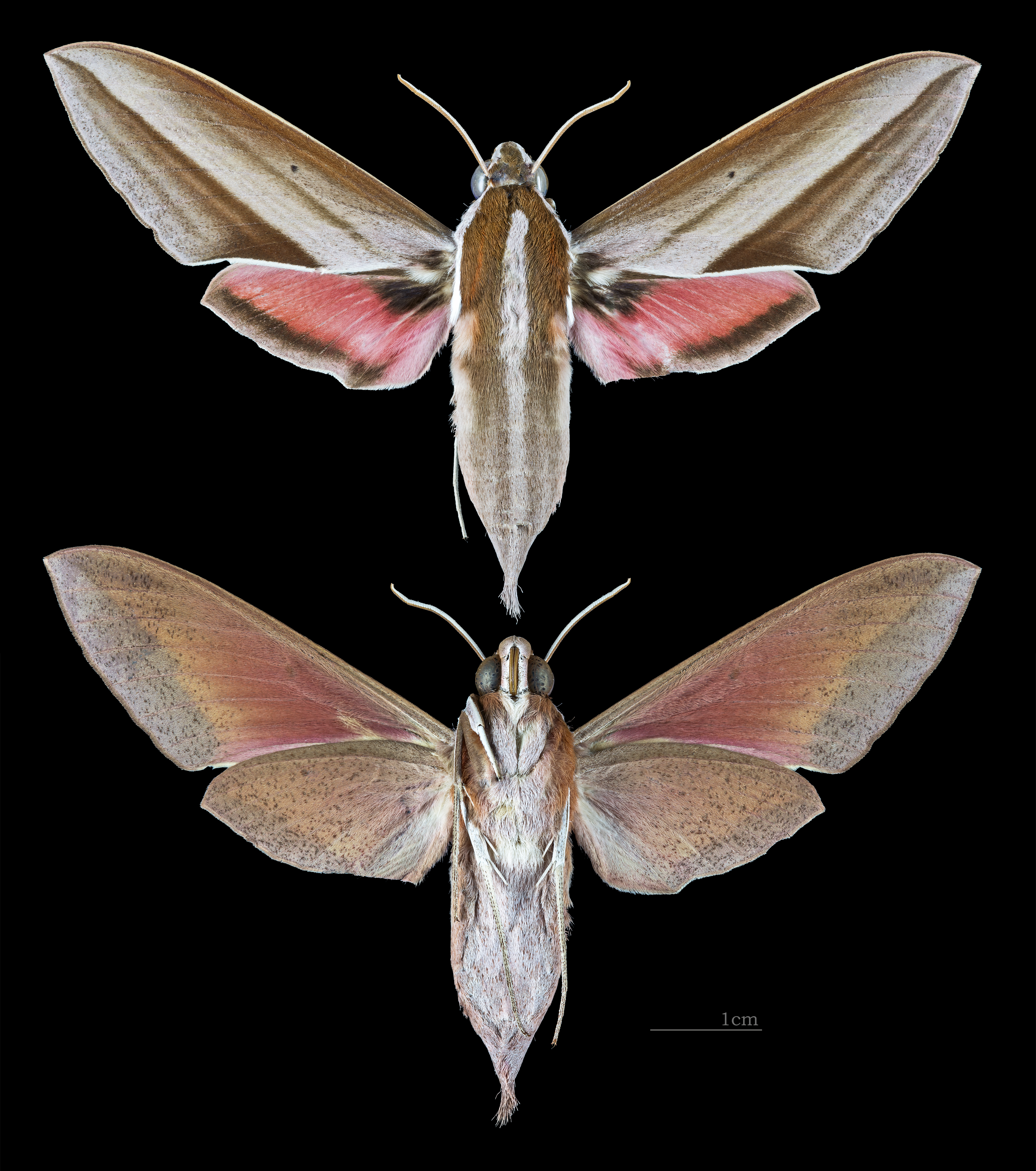
Theretra suffusa
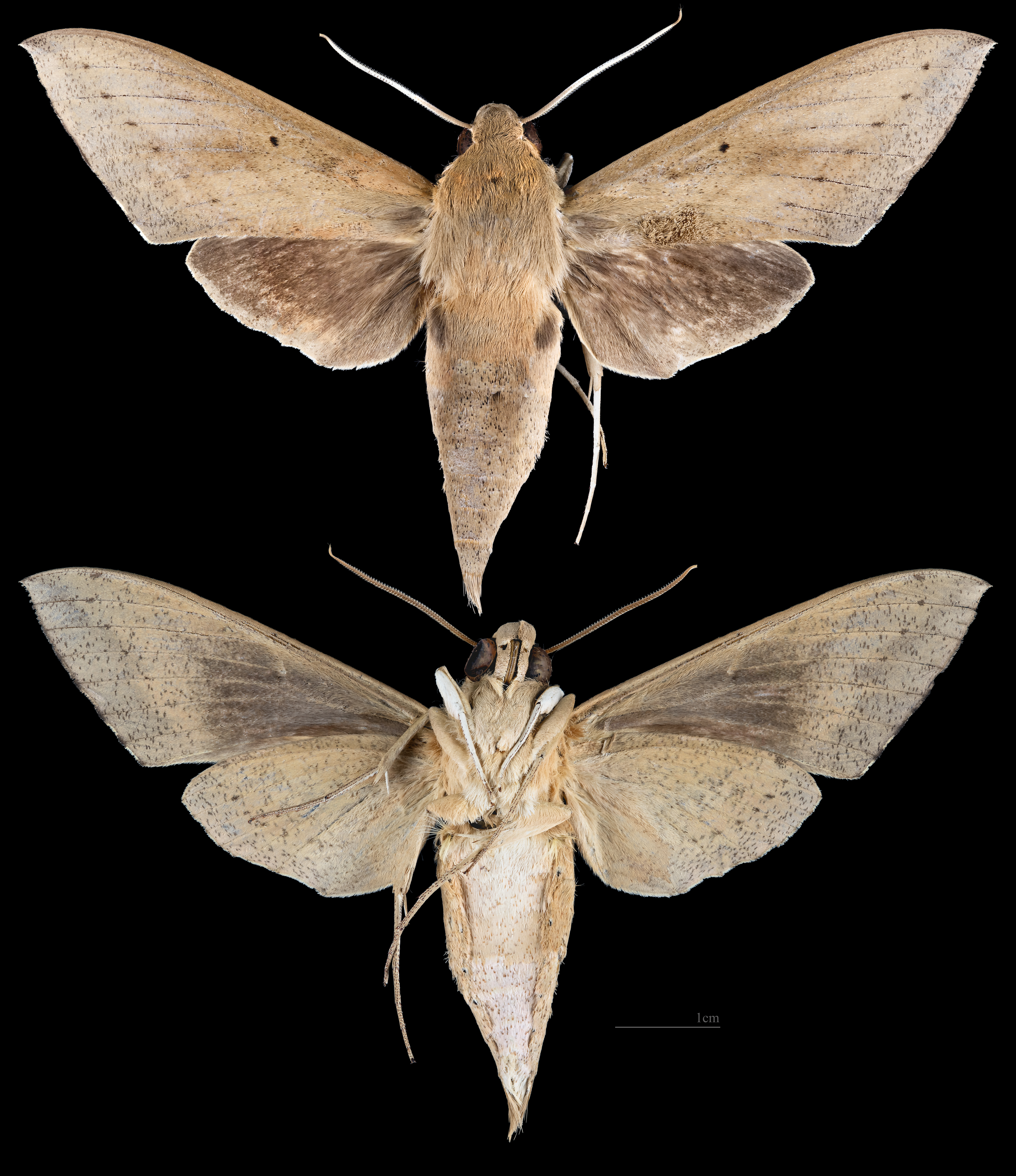
Theretra tryoni